# John D’Alton

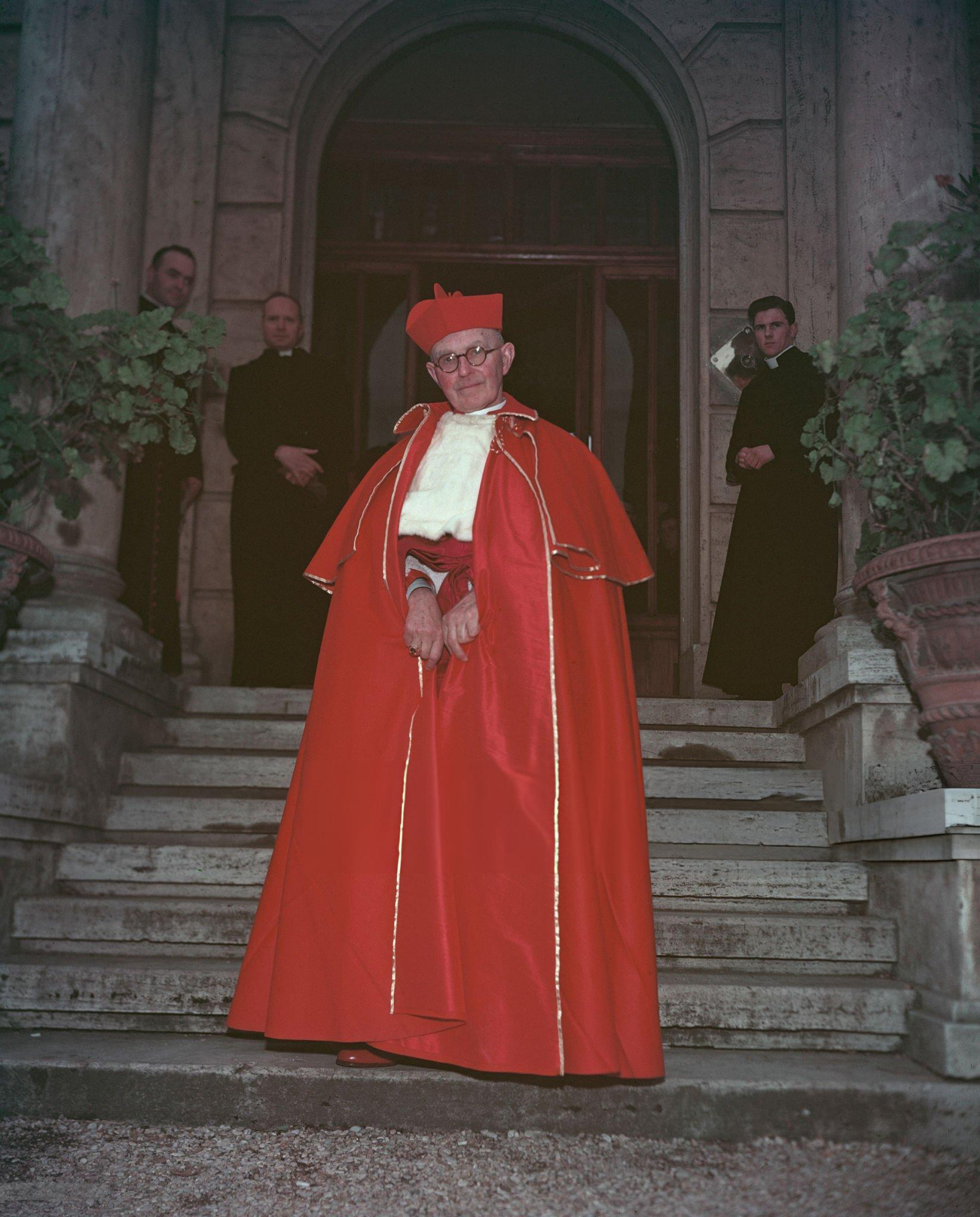
John Kardinal D’Alton

Kardinalswappen von John Francis D’Alton

John Francis Kardinal D’Alton (* 11. Oktober 1882 in Claremorris, Irland; † 1. Februar 1963 in Dublin) war Erzbischof von Armagh und Primas von Ganz Irland.

## Leben
John D’Alton empfing nach Studienjahren in Dublin, Rom, Oxford und Cambridge am 18. April 1908 das Sakrament der Priesterweihe und wirkte von 1910 bis 1942 als Dozent am Priesterseminar von Maynooth (County Kildare), das er ab 1936 als Regens auch leitete. Von 1912 bis 1924 war er zusätzlich Vizekanzler der Nationaluniversität in Dublin. 1938 verlieh ihm Papst Pius XI. den Ehrentitel eines Hausprälaten Seiner Heiligkeit. Über die Landesgrenzen Irlands hinaus bekannt wurde John D’Alton als Verfasser des nach ihm benannten Plans zur Herbeiführung der politischen Einheit seines Landes.
1942 ernannte ihn Papst Pius XII. zum Titularbischof von Binda und Koadjutorbischof von Meath und ein Jahr darauf zum Bischof von Meath. 1946 wurde er dann Erzbischof von Armagh und am 12. Januar 1953 nahm ihn Pius XII. als Kardinalpriester mit der pro hac vice zur Titelkirche erhobenen Titeldiakonie Sant’Agata dei Goti in das Kardinalskollegium auf. 1962 nahm er an der ersten Sitzungsperiode des Zweiten Vatikanischen Konzils teil. Er starb am 1. Februar 1963 in Dublin und wurde auf dem Gelände der Metropolitanbasilika von Armagh beigesetzt.